# Sérgio Manoel
Sérgio Manoel Júnior (ur. 2 marca 1973 w Santosie) – brazylijski piłkarz, występujący na pozycji ofensywnego pomocnika.

## Kariera klubowa
Sérgio Manoel rozpoczął piłkarską karierę w Santosie FC w 1989 roku. W Santosie grał, z krótką przerwą na grę we Fluminense FC do 1994 roku. W 1994 przeszedł do Botafogo FR, z którym zdobył mistrzostwo Brazylii 1995. W 1996 wyjechał do Japonii do Cerezo Osaka. Po powrocie do Brazylii występował kolejno w Grêmio Porto Alegre, Botafogo FR i Cruzeiro EC.
W latach 2002–2003 grał w Coritiba FBC. Od chwili odejścia z Coritiby Sérgio Manoel ustawicznie zmienia kluby. W latach 2003–2004 grał kolejno w: Américe Rio de Janeiro, Portuguesie São Paulo, Madureirze Rio de Janeiro, Figueirense FC i argentyńskim CA Independiente. Z Figueirense zdobył mistrzostwo stanu Santa Catarina – Campeonato Catarinense w 2004 roku.
W latach 2005–2007 występował kolejno w Marílii, ponownie w Figueirense, Volta Redonda, ponownieBotafogo, Náutico, ponownie w Volta Redonda i Ceilândii. W latach 2007–2008 był zawodnikiem Bacabal, a 2008–2009 w Bragantino.
Karierę zakończył w 2009 w Botafogo Guará.

## Kariera reprezentacyjna
Sérgio Manoel ma za sobą powołania do reprezentacji Brazylii, w której zadebiutował 29 marca 1995 w zremisowanym 1-1 towarzyskim meczu z reprezentacją Hondurasu. Na kolejny mecz musiał czekać prawie półtora roku do 31 sierpnia 1996 roku, gdy zagrał w towarzyskim meczu z Rumunią.
W 1998 roku Sérgio Manoel uczestniczył w Złotym Pucharze CONCACAF, na którym Brazylia zajęła drugie miejsce po porażce w finale z Meksykiem. Na tym turnieju Sérgio Manoel wystąpił w dwóch spotkaniach z Salwadorem i USA, który był jego ostatnim meczem w reprezentacji.